# دانشگاه توکیو
دانشگاه توکیو (به ژاپنی: 東京大学، Tōkyō daigaku) که به اختصار به آن (به ژاپنی: 東大، Tōdai) گفته می‌شود، یکی از بزرگ‌ترین و مهم‌ترین مراکز آموزش عالی کشور ژاپن است که در سطح جهانی مقام والایی در کلیه زمینه‌های آموزشی و فرهنگی دارد. این دانشگاه بر پایه رتبه‌بندی دانشگاه‌ها، در آسیا رتبه اول را کسب کرده‌است. 
دانشگاه توکیو ۱۰ دانشکده دارد و هر ساله نزدیک به ۳۰٬۰۰۰ دانشجو ثبت‌نام می‌کند که ۲٬۱۰۰ دانشجوی بین‌المللی هستند. این دانشگاه یکی از دانشگاه‌های برگزیده‌ای است که وزارت علوم ژاپن در راستای پروژه دانشگاهی ژاپن ۲۰۱۴، بودجه آن را افزایش داده است تا توان رقابتی ژاپن در آموزش در سطح جهان افزایش یابد.
افراد سرشناس بسیاری از این دانشگاه فارغ‌التحصیل شده‌اند که در میان آن‌ها ۱۷ نخست‌وزیر، ۷ برنده جایزه نوبل و ۳ برنده جایزه معماری پریتزکر دیده میشود.

## وضعیت دانشگاه
دانشگاه توکیو ۱۰ دانشکده و ۱۵ مدرسه عالی دارد:
- دانشکده کشاورزی
- کالج علم و هنر
- دانشکده اقتصاد
- دانشکده آموزش و تربیت
- دانشکده مهندسی
- دانشکده حقوق
- دانشکده ادبیات
- دانشکده پزشکی
- دانشکده علوم داروسازی
- دانشکده علوم
- مدرسه عالی کشاورزی و علوم زیستی
- مدرسه عالی علم و هنر
- مدرسه عالی اقتصاد
- مدرسه عالی آموزش و تربیت
- مدرسه عالی مهندسی
- مدرسه عالی علوم پیشتاز
- مدرسه عالی علوم اجتماعی و جامعه‌شناسی
- مدرسه عالی فناوری وعلم ارتباطات
- مدرسه عالی مطالعات بین رشته‌ای اطلاعات
- مدرسه عالی حقوق و سیاست
- مدرسه عالی علوم ریاضی
- مدرسه عالی پزشکی
- مدرسه عالی علوم داروسازی
- مدرسه عالی سیاست عمومی
- مدرسه عالی علوم

## رتبه بندی
در رتبه بندی برترین دانشگاه های جهان در سال ۲۰۲۰ توسط موسسه QS، دانشگاه توکیو در رده بیست و دوم برترین دانشگاه های جهان و رده اول برترین ژاپن قرار گرفت.  در رده بندی دانشگاه های جهان در سال ۲۰۲۰ توسط موسسه تایمز، این دانشگاه در رده سی و ششم برترین دانشگاه های جهان قرار گرفت.

## نگارخانه

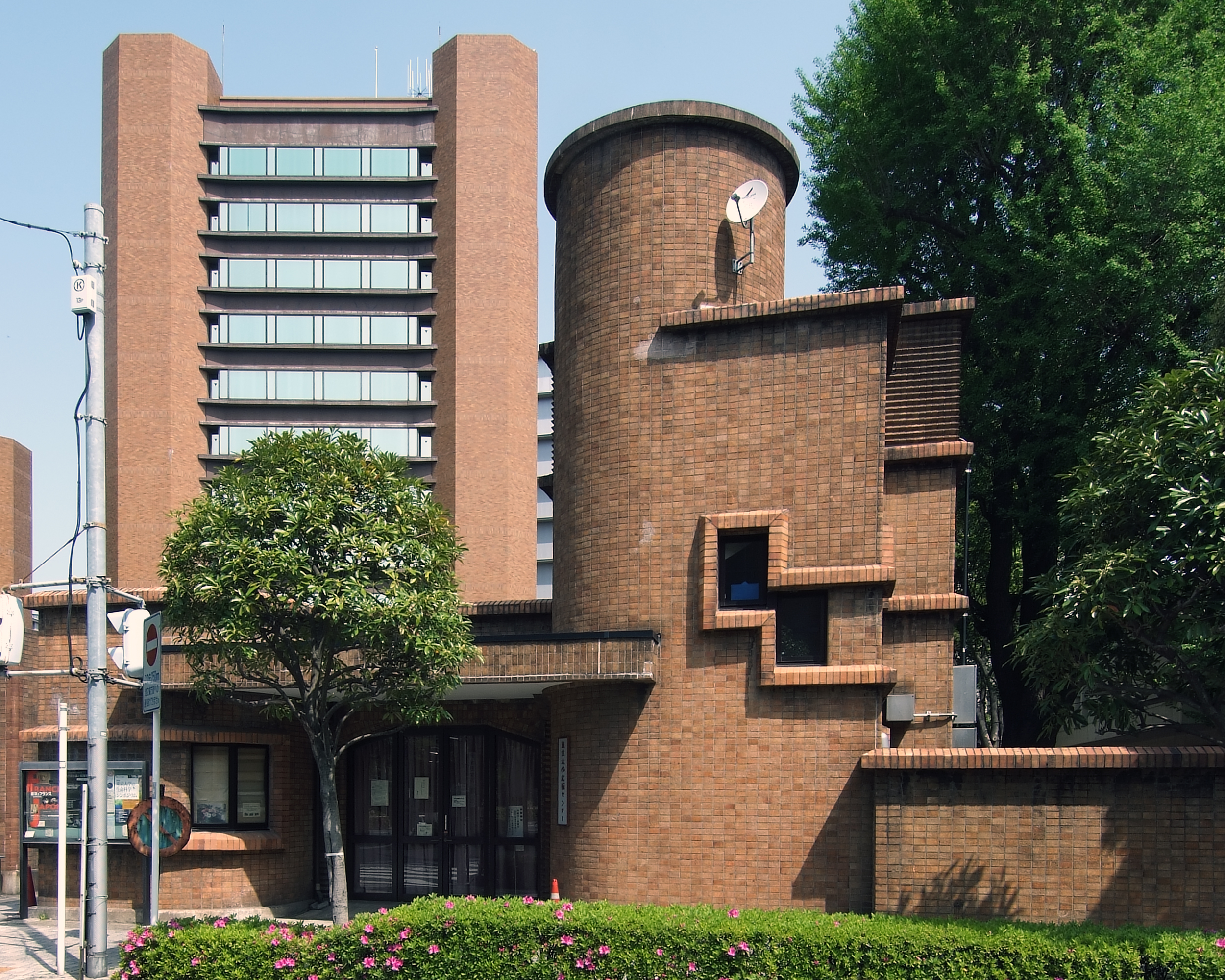